# 藤田英典
藤田 英典（ふじた ひでのり、1944年5月6日 - ）は、日本の教育学者。第14代都留文科大学学長（2020年 - 2023年）。東京大学名誉教授。共栄大学名誉教授。専門は教育社会学。

## 経歴
東京都生まれ、石川県金沢市育ち。1964年に石川県立金沢泉丘高等学校（椎間板ヘルニアによる入院で1年留年）、1969年に早稲田大学政治経済学部を卒業。大手銀行勤務を経て、1975年に東京大学大学院教育学研究科（教育学専攻）修士課程修了、1978年にスタンフォード大学（教育系大学院）でPh.Dの学位を取得。
1976年度から名古屋大学教育学部助手、1979年度から助教授、1986年度から東京大学教育学部助教授、1992年から教授（2000年 - 2001年度 教育学部長）、2003年から2009年まで国際基督教大学教養学部教育学科教授、2009年立教大学文学部教授を経て、2011年より共栄大学教育学部教授（2011年 - 2014年度 教育学部長、2015年 - 2016年度 副学長）。2020年より都留文科大学学長。

## 研究・主張
- 教育改革国民会議委員、中央教育審議会義務教育特別部会委員などを歴任し、日本の教育政策に様々な提言を行ってきた。1980年代以降の教育改革における改革至上主義的な傾向や、新自由主義の台頭、教育の私事化などに警鐘を鳴らしている。また、特に義務教育段階における学校・教育機会の格差化、差別化を危惧し、公立学校選択制や、エリート主義的性質を強く持つ公立中高一貫校の設置などには批判的である。杉並区立和田中学校（前任の民間人校長藤原和博、後任の代田昭久共々リクルート出身）で行われている「夜スペ」（進学塾サピックス講師による有料授業）にも疑問を投げかけている。
- 2006年に行われた教育基本法の「改悪」に対して反対の意を表し、「【アピール】公述人・参考人として教育基本法案の徹底審議を求めます」呼びかけ人、教育と文化を世界に開く会メンバー（現：教育改革市民フォーラム）などとして、社会的な呼びかけを行った。

## 活動歴
- 教育改革国民会議委員（2000年-2001年度）
- 日本教育社会学会会長（2002年-2003年度）
- アレゼール日本（高等教育と研究の現在を考える会）
- 中央教育審議会義務教育特別部会委員（2005年度）
- 「【アピール】公述人・参考人として教育基本法案の徹底審議を求めます」呼びかけ人
- 教育と文化を世界に開く会・教育改革市民フォーラム
- 日本学術振興会社会科学専門調査班主任研究員
- 国立大学法人東京外国語大学経営協議会委員
- 東京外国語大学国際学術戦略本部アドバイザリー・コミティ委員
- 日本学術会議第一部会員（第20期）
- 日本の教育を考える10人委員会委員（2004年 - ）
- 日本教育学会会長（2009年 - 2015年度）
- WERA （世界教育学会）理事・国際研究ネットワーク委員会委員（2009年 - 2015年）
- 「教育子育て九条の会」呼びかけ人
- 「2006平和への結集の訴え」呼びかけ人
- 「このままでいいのか全国学力テスト」呼びかけ人
- 「土肥校長と共に、学校に言論の自由を求める」保護者＆市民の会 呼びかけ人

## 著書

### 単著
- 『子ども・学校・社会―「豊かさ」のアイロニ-のなかで』東京大学出版会、1991年
- 『教育改革―共生時代の学校づくり』岩波書店、1997年
- 『市民社会と教育―新時代の教育改革・私案』世織書房、2000年
- 『新時代の教育をどう構想するか―教育改革国民会議の残した課題』岩波書店、2001年
- 『家族とジェンダ-教育と社会の構成原理』世織書房、2003年
- 『義務教育を問いなおす』筑摩書房、2005年
- 『教育改革のゆくえ―格差社会か共生社会か』岩波書店、2006年
- 『安倍「教育改革」はなぜ問題か』岩波書店、2014年

### 教科書・テキストなど
- 『文化と社会 (放送大学教材)』宮島喬共編著　放送大学教育振興会 1993年
- 『教育社会学(放送大学教材)』天野郁夫、苅谷剛彦共著　放送大学教育振興会 1994年
- 『高等学校現代社会 学ぼう創ろう私たちの社会』清水書院 2004年

### 共著・編著・編集・編纂書など
- 『文化と社会—差異化・構造化・再生産』宮島喬共編 有信堂高文社 1991年
- 『学校文化の社会学』福村出版 1993年
- 『シリーズ学びと文化』全6巻　佐伯胖,佐藤学共編　東京大学出版会 1995年
- 『教育学入門 (子どもと教育) 』田中孝彦、寺崎弘昭共著　岩波書店 1997年
- 『教育学年報〈6〉教育史像の再構築』世織書房 1997年
- 『岩波講座 現代の教育—危機と改革』全13巻　佐伯胖,佐藤学,浜田寿美男,黒崎勲,田中孝彦共編 岩波書店 1998年
- 『教育学年報』7-10　黒崎勲、片桐芳雄、佐藤学共編　世織書房 1999-2004年
- 『変動社会のなかの教育・知識・権力—問題としての教育改革・教師・学校文化』志水宏吉共編　新曜社 2000年
- 『なぜ変える？教育基本法』辻井喬,喜多明人共編　岩波書店 2006年
- 『誰のための「教育再生」か』編 岩波新書 2007年
- 『今、義務教育が危ない！－国民のライフラインを守ろう』渡邉光雄,片山善博,樋口恵子,佐藤学,小野田誓,市川昭午,斎藤貴男,佐和隆光,尾木直樹,黒崎勲共著 日本の教育を考える10人委員会編 ぎょうせい 2007年
- 『講座社会学 13　階層』直井優共編 東京大学出版会 2008年
- 『神保・宮台(激)トーク・オン・デマンド 6　教育をめぐる虚構と真実』神保哲生,宮台真司,藤原和博,寺脇研,内藤朝雄,浪本勝年,鈴木寛共著　春秋社 2008年
- 『リーディングス日本の教育と社会 第15巻』日本図書センター 2009年
- 『学校から言論の自由がなくなる ある都立高校長の「反乱」』土肥信雄,尾木直樹,西原博史,石坂啓共編　岩波ブックレット 2009年
- 『リーディングス日本の教育と社会 第11巻 学校改革』大桃敏行共編著 日本図書センター 2010

### 翻訳書
- N.D.グレン『コーホート分析法』朝倉書店 1984年
- M.B.カッツ『階級・官僚制と学校—アメリカ教育社会史入門』伊藤彰浩,早川操共訳 有信堂高文社 1989年